# Museu d'Art Contemporani d'Eivissa
El Museu d'Art Contemporani d'Eivissa, també conegut com a MACE va inaugurar-se el 1964. Va obrir les portes de nou el 27 d'abril de 2012, després d'haver estat tancat durant més de 5 anys per remodelar-ho. Està ubicat a la Ronda Narcís Puget, s/n, d'Eivissa. La seva titularitat és municipal i gestiona mitjançant un patronat.

## Edifici
El museu està ubicat en un edifici que data de 1727, situat a la zona de Dalt Vila. Després de la remodelació, el museu disposa de 3 altures, una planta baixa i dues plantes sota terra. Disposa d'un saló d'actes, una botiga i un centre de lectura i documentació.

## Història
La creació del museu està relacionada a la Biennal d'Eivissa, creada el 1964. Entre 1976 i 1979 Marie-Claire Uberquoi en fou la seva directora artística.
Entre el 2007 i el 2012 el museu va estar tancat per ampliar i remodelar l'espai. El cost de les obres va ascendir a 4 milions d'euros, dels quals el Ministeri de Cultura va pagar 2,3 Milions i el Consorci Eivissa Patrimoni de la Humanitat la resta.
Durant les obres de remodelació es van trobar unes restes arqueològiques que daten del segle vii aC, les més antigues trobades a Eivissa, i per això es va decidir dedicar-los un espai dins del nou museu.
Es va reinaugurar el 27 d'abril de 2012 amb una exposició de Miquel Barceló i Barry Flanagan, a més d'una selecció d'obres del fons de la col·lecció.

## Col·lecció
La col·lecció permanent del museu és un recull d'art contemporani fet a les illes durant els anys 60 del segle xx, amb obres d'artistes de diverses procedències. Dins d'aquesta col·lecció destaca una interessant col·lecció de cartells de l'extinta galeria de Carl van der Voort, procedents de la donació feta per ell mateix l'any 1997 al museu.
També disposa d'una col·lecció de gravats provinent del certamen Ibizagrafic centrat en les tècniques tradicionals d'estampació i la seva relació amb les noves tecnologies.